# Répudiation en droit romain
La répudiation en droit romain est légale pour l'homme dans le cadre d’un mariage in manu, et de surcroît l'est également pour la femme dans un mariage sin manu.